# Narulla infixaria
Narulla infixaria là một loài bướm đêm trong họ Noctuidae.